# Malcolm I di Scozia
Máel Coluim I Mac Domnaill, o in inglese Malcom I MacDonald (900 circa – 954), è stato re di Scozia dal 943 al 954, quando suo cugino Costantino II di Scozia abdicò per diventare frate.

## Biografia

### Infanzia
Era il figlio di Donald II di Scozia. 

### Regno
Nel 945 Edmondo I d'Inghilterra espulse Olaf Cuaran (Olaf Sihtricsson) dal Regno di Northumbria, devastò la regione di Cumbria ed accecò due dei figli di Donald III di Strathclyde, re di Strathclyde. Si dice che allora consegnò Strathclyde a Malcolm in cambio di una alleanza, mentre prese possesso delle terre a sud della Cumbria. I motivi del gesto sono poco chiari: potrebbe significare che Malcolm era stato in precedenza signore di Strathclyde e che Edmondo I gli riconosceva questo titolo.
Le cronache dei re di Alba dicono che Malcolm ammassò un esercito a Moray "e uccise Cellach". Cellach non è nominato nelle superstiti genealogie dei governatori di Moray e la sua identità è pertanto sconosciuta. 
Malcolm sembrò onorare il suo accordo con il re inglese, assassinato nel 946 e succeduto al trono dal fratello Edredo. Erik I di Norvegia prese York nel 948, prima di essere respinto da Edredo, e quando Olaf Cuaran riprese nuovamente York, nel 949-950, Malcolm invase la Northumbria prendendo "un gran numero di persone e molte greggi dei bestiami", come riportano le cronache. Gli Annali dell'Ulster del 952 presentano il rapporto di una battaglia fra "gli uomini di Alba, i Britanni [di Strathclyde] e gli Inglesi" contro gli stranieri, ossia i Nordici o i Nordici-Gaelici. Questa battaglia non è riportata dalle cronache anglosassoni ed è poco chiaro se debba essere collegata con l'espulsione di Olaf Cuaran da York o con il ritorno di Erik I di Norvegia. 

### Morte
Gli annali di Ulster segnalano che Malcolm fu ucciso nel 954. Secondo le cronache ciò avvenne nella contea di Kincardine o presso il castello di Fetteresso, a Dunnottar secondo la profezia di Berchán. Fu sepolto a Iona.
I figli di Malcolm Dubh e Cináed diventarono in seguito re di Scozia.

## Ascendenza
|                        |   |   | Genitori |  |  | Nonni |  |  | Bisnonni            |  |  | Trisnonni            |  |
|                        |   |   |          |  |  |       |  |  | Kenneth I di Scozia |  |  | Alpin II di Dalriada |  |
|                        |   |   |          |  |  |       |  |  | Kenneth I di Scozia |  |  | Alpin II di Dalriada |  |
|                        |   | … |          |  |  |       |  |  | Kenneth I di Scozia |  |  |                      |  |
| Costantino I di Scozia |   |   |          |  |  |       |  |  | Kenneth I di Scozia |  |  |                      |  |
|                        |   | … | …        |  |  |       |  |  |                     |  |  |                      |  |
|                        |   | … | …        |  |  |       |  |  |                     |  |  |                      |  |
|                        |   | … | …        |  |  |       |  |  |                     |  |  |                      |  |
| Donald II di Scozia    |   | … |          |  |  |       |  |  |                     |  |  |                      |  |
|                        |   | … | …        |  |  |       |  |  |                     |  |  |                      |  |
|                        |   | … | …        |  |  |       |  |  |                     |  |  |                      |  |
|                        |   | … | …        |  |  |       |  |  |                     |  |  |                      |  |
| …                      |   | … |          |  |  |       |  |  |                     |  |  |                      |  |
|                        |   | … | …        |  |  |       |  |  |                     |  |  |                      |  |
|                        |   | … | …        |  |  |       |  |  |                     |  |  |                      |  |
|                        |   | … | …        |  |  |       |  |  |                     |  |  |                      |  |
| Malcolm I di Scozia    |   | … |          |  |  |       |  |  |                     |  |  |                      |  |
|                        | … | … |          |  |  |       |  |  |                     |  |  |                      |  |
|                        | … | … |          |  |  |       |  |  |                     |  |  |                      |  |
|                        | … | … |          |  |  |       |  |  |                     |  |  |                      |  |
| …                      | … |   |          |  |  |       |  |  |                     |  |  |                      |  |
|                        |   | … | …        |  |  |       |  |  |                     |  |  |                      |  |
|                        |   | … | …        |  |  |       |  |  |                     |  |  |                      |  |
|                        |   | … | …        |  |  |       |  |  |                     |  |  |                      |  |
| …                      |   | … |          |  |  |       |  |  |                     |  |  |                      |  |
|                        |   | … | …        |  |  |       |  |  |                     |  |  |                      |  |
|                        |   | … | …        |  |  |       |  |  |                     |  |  |                      |  |
|                        |   | … | …        |  |  |       |  |  |                     |  |  |                      |  |
| …                      |   | … |          |  |  |       |  |  |                     |  |  |                      |  |
|                        |   | … | …        |  |  |       |  |  |                     |  |  |                      |  |
|                        |   | … | …        |  |  |       |  |  |                     |  |  |                      |  |
|                        |   | … | …        |  |  |       |  |  |                     |  |  |                      |  |
|                        |   | … |          |  |  |       |  |  |                     |  |  |                      |  |